# لندبیچ
لندبیچ (به انگلیسی: Landbeach) یک روستا و محله مدنی در بریتانیا است که در کمبریج‌شر جنوبی واقع شده‌است. لندبیچ ۸۲۵ نفر جمعیت دارد.